# Top (Einheit)
Top war ein Längenmaß in Somaliland.
- 1 Top = 3,92 Meter
- 1 Cubito = 1/7 Top (etwa 1 Elle)

Top war auch eine türkische Masseneinheit (Gewichtsmaß) für Fließpapier in der serbisch-bulgarischen Region Scharköi (Pirot).
- 1 Top = 11 Oken = 28 Pfund plus 5,412 Lot (Preußen 1 L.= 16,667 Gramm) = 14,0905 Kilogramm (errechn.)